# Impact X Division Championship
Total Nonstop Action Wrestling (TNA) X Division Championship este un titlu al promoției de wrestling TNA. Centura este disputată de wrestlerii Diviziei X, fiind creată pe data de 19 iunie 2002.

### Dețineri
As of martie 25, 2025.
| Reign | The reign number for the specific set of wrestlers listed                   |
| Event | The event promoted by the respective promotion in which the titles were won |
| N/A   | The information is not available or is unknown                              |
| —     | Used for vacated reigns so as not to count it as an official reign          |
| +     | Indicates the current reign is changing daily.                              |

| #  | Wrestler                           | Dețineri | Dată               | Zile | Oraș                                | Eveniment                      | Note | Ref.          |
| -- | ---------------------------------- | -------- | ------------------ | ---- | ----------------------------------- | ------------------------------ | --- | ------------- |
| 1  | A.J. Styles                        | 1        | 19 iunie 2002      | 49   | Huntsville, Alabama                 | Weekly pay-per-view event #2   | Styles defeated Low Ki, Jerry Lynn, and Psicosis in a Four-Way Double Elimination match to be crowned the inaugural champion. The event aired on tape delay on 26 iunie 2002. | [ 1 ] [ 2 ]   |
| 2  | Low Ki                             | 1        | 7 august 2002      | 14   | Nashville, Tennessee                | Weekly pay-per-view event #8   | This was a 3-Way Dance also involving Jerry Lynn. | [ 3 ]         |
| 3  | Jerry Lynn                         | 1        | 21 august 2002     | 49   | Nashville, Tennessee                | Weekly pay-per-view event #11  | This was a 3-Way ladder match also involving A.J. Styles. The event aired on tape delay on 28 august 2002. | [ 4 ]         |
| —  | Vacated                            | —        | 9 octombrie 2002   | —    | Nashville, Tennessee                | Weekly pay-per-view event #15  | Lynn vacated the championship due to an injury. | [ 5 ]         |
| 4  | Syxx-Pac                           | 1        | 9 octombrie 2002   | 14   | Nashville, Tennessee                | Weekly pay-per-view event #15  | Waltman defeated Kid Kash, Tony Mamaluke, The S.A.T., Ace Steel, and A.J. Styles in a ladder match to win the vacant title. | [ 5 ]         |
| 5  | A.J. Styles                        | 2        | 23 octombrie 2002  | 14   | Nashville, Tennessee                | Weekly pay-per-view event #17  | | [ 6 ]         |
| 6  | Jerry Lynn                         | 2        | 6 noiembrie 2002   | 35   | Nashville, Tennessee                | Weekly pay-per-view event #19  | | [ 7 ]         |
| 7  | Sonny Siaki                        | 1        | 11 decembrie 2002  | 63   | Nashville, Tennessee                | Weekly pay-per-view event #24  | | [ 8 ]         |
| 8  | Kid Kash                           | 1        | 12 februarie 2003  | 77   | Nashville, Tennessee                | Weekly pay-per-view event #31  | | [ 9 ]         |
| 9  | Amazing Red                        | 1        | 30 aprilie 2003    | 14   | Nashville, Tennessee                | Weekly pay-per-view event #42  | | [ 10 ]        |
| 10 | Chris Sabin                        | 1        | 14 mai 2003        | 98   | Nashville, Tennessee                | Weekly pay-per-view event #44  | This was a 3-Way Dance also involving Jerry Lynn. Sabin unified the X Division Championship with the WWA International Cruiserweight Championship by defeating champion Lynn, Frankie Kazarian and Johnny Swinger in Auckland, New Zealand on 25 mai 2003.                                                                                       | [ 11 ]        |
| 11 | Michael Shane                      | 1        | 20 august 2003     | 140  | Nashville, Tennessee                | Weekly pay-per-view event #58  | This was an Ultimate X match also involving Frankie Kazarian. | [ 12 ]        |
| 12 | Chris Sabin                        | 2        | 7 ianuarie 2004    | 84   | Nashville, Tennessee                | Weekly pay-per-view event #75  | This was an Ultimate X match also involving Christopher Daniels and Low Ki. | [ 13 ]        |
| —  | Vacated                            | —        | 31 martie 2004     | —    | Nashville, Tennessee                | Weekly pay-per-view event #87  | Sabin vacated the championship due to an injury. | [ 14 ]        |
| 13 | Kazarian                           | 1        | 31 martie 2004     | 70   | Nashville, Tennessee                | Weekly pay-per-view event #87  | Kazarian defeated Amazing Red to win the vacant championship. | [ 14 ]        |
| 14 | A.J. Styles                        | 3        | 9 iunie 2004       | 49   | Nashville, Tennessee                | Weekly pay-per-view event #97  | | [ 15 ]        |
| 15 | Kazarian (2) and Michael Shane (2) | 2        | 28 iulie 2004      | 14   | Nashville, Tennessee                | Weekly pay-per-view event #104 | Shane and Kazarian were declared co-champions after defeating Styles in an Ultimate X match by retrieving the belt at the same time. | [ 16 ]        |
| 16 | Petey Williams                     | 1        | 11 august 2004     | 158  | Nashville, Tennessee                | Weekly pay-per-view event #110 | Defeated Amazing Red in the finals of 22-man Gauntlet for the Gold. | [ 17 ]        |
| 17 | A.J. Styles                        | 4        | 16 ianuarie 2005   | 56   | Orlando, Florida                    | Final Resolution               | This was an Ultimate X match also involving Chris Sabin. | [ 18 ]        |
| 18 | Christopher Daniels                | 1        | 13 martie 2005     | 182  | Orlando, Florida                    | Destination X                  | This was an Ultimate X Challenge match also involving Elix Skipper and Ron Killings. | [ 19 ]        |
| 19 | A.J. Styles                        | 5        | 11 septembrie 2005 | 91   | Orlando, Florida                    | Unbreakable                    | This was a 3-Way Dance also involving Samoa Joe. | [ 20 ]        |
| 20 | Samoa Joe                          | 1        | 11 decembrie 2005  | 91   | Orlando, Florida                    | Turning Point                  | | [ 21 ]        |
| 21 | Christopher Daniels                | 2        | 12 martie 2006     | 29   | Orlando, Florida                    | Destination X                  | This was an Ultimate X match also involving A.J. Styles. | [ 22 ]        |
| 22 | Samoa Joe                          | 2        | 10 aprilie 2006    | 70   | Orlando, Florida                    | Impact!                        | The episode aired on tape delay on 13 aprilie 2006. | [ 23 ]        |
| 23 | Senshi                             | 2        | 19 iunie 2006      | 125  | Orlando, Florida                    | Impact!                        | This was a 3-Way Dance also involving Sonjay Dutt. The episode aired on tape delay on 22 iunie 2006. Senshi was formerly known as Low Ki. | [ 24 ]        |
| 24 | Chris Sabin                        | 3        | 22 octombrie 2006  | 2    | Plymouth Charter Township, Michigan | Bound for Glory                | | [ 25 ]        |
| 25 | A.J. Styles                        | 6        | 24 octombrie 2006  | 13   | Orlando, Florida                    | Impact!                        | Styles won it from Sabin by defeating him in the fourth round of the 2006 Fight for the Right Tournament. The episode aired on tape delay on 2 noiembrie 2006. | [ 26 ]        |
| 26 | Christopher Daniels                | 3        | 6 noiembrie 2006   | 69   | Orlando, Florida                    | Impact!                        | This was a 3-Way Dance also involving Chris Sabin. The episode aired on tape delay on 16 noiembrie 2006. | [ 27 ]        |
| 27 | Chris Sabin                        | 4        | 14 ianuarie 2007   | 154  | Orlando, Florida                    | Final Resolution               | This was a 3-Way Dance also involving Jerry Lynn. | [ 28 ]        |
| 28 | Jay Lethal                         | 1        | 17 iunie 2007      | 2    | Nashville, Tennessee                | Slammiversary                  | | [ 29 ]        |
| 29 | Samoa Joe                          | 3        | 19 iunie 2007      | 54   | Orlando, Florida                    | Impact!                        | The episode aired on tape delay on 21 iunie 2007. | [ 30 ]        |
| 30 | Kurt Angle                         | 1        | 12 august 2007     | 28   | Orlando, Florida                    | Hard Justice                   | This match was also for Angle's TNA World Heavyweight and IGF's version of the IWGP World Heavyweight Championship, as well as for Joe's TNA World Tag Team Championship. Angle became the first person to hold all of TNA's active championships at the same time.                                                                              | [ 31 ]        |
| 31 | Jay Lethal                         | 2        | 9 septembrie 2007  | 134  | Orlando, Florida                    | No Surrender                   | | [ 32 ]        |
| 32 | Johnny Devine                      | 1        | 21 ianuarie 2008   | 20   | Orlando, Florida                    | Impact!                        | The episode aired on tape delay on 24 ianuarie 2008. | [ 33 ]        |
| 33 | Jay Lethal                         | 3        | 10 februarie 2008  | 65   | Greenville, South Carolina          | Against All Odds               | This was a Six Man Tag Team Street Fight pitting Lethal and The Motor City Machine Guns (Alex Shelley and Chris Sabin) against Devine and Team 3D (Brother Ray and Brother Devon), in which the person to get the fall would win the title. | [ 34 ]        |
| 34 | Petey Williams                     | 2        | 15 aprilie 2008    | 152  | Orlando, Florida                    | Impact!                        | Williams invoked his Feast or Fired title opportunity to challenge Lethal for the championship and win the title. The episode aired on tape delay on 17 aprilie 2008. | [ 35 ]        |
| 35 | Sheik Abdul Bashir                 | 1        | 14 septembrie 2008 | 84   | Oshawa, Ontario, Canada             | No Surrender                   | This was a 3-Way Dance also involving Consequences Creed. | [ 36 ]        |
| 36 | Eric Young                         | 1        | 7 decembrie 2008   | <1   | Orlando, Florida                    | Final Resolution               | | [ 37 ]        |
| —  | Vacated                            | —        | 7 decembrie 2008   | —    | Orlando, Florida                    | Final Resolution               | Management Director Jim Cornette stripped Young of the championship because his win was controversial. | [ 37 ]        |
| 37 | Alex Shelley                       | 1        | 11 ianuarie 2009   | 63   | Charlotte, North Carolina           | Genesis                        | Shelley defeated Chris Sabin in a tournament final to win the vacant championship. | [ 38 ]        |
| 38 | Suicide                            | 1 (4/3)  | 15 martie 2009     | 102  | Orlando, Florida                    | Destination X                  | This was an Ultimate X match also involving Chris Sabin, Consequences Creed and Jay Lethal. During the championship reign the character of Suicide was played by both Christopher Daniels and Frankie Kazarian. This was the first reign for the Suicide/Manik character, the fourth for Christopher Daniels and the third for Frankie Kazarian. | [ 39 ] [ 40 ] |
| 39 | Homicide                           | 1        | 25 iunie 2009      | 52   | Orlando, Florida                    | Impact!                        | Homicide invoked his Feast or Fired title opportunity to challenge Suicide for the championship and win the title. This episode aired on tape delay on 16 iulie 2009. | [ 41 ] [ 42 ] |
| 40 | Samoa Joe                          | 4        | 16 august 2009     | 50   | Orlando, Florida                    | Hard Justice                   | | [ 43 ]        |
| 41 | Amazing Red                        | 2        | 5 octombrie 2009   | 106  | Orlando, Florida                    | Impact!                        | This episode aired on tape delay on 8 octombrie 2009. | [ 44 ] [ 45 ] |
| 42 | Douglas Williams                   | 1        | 19 ianuarie 2010   | 89   | Orlando, Florida                    | Impact!                        | Williams invoked Rob Terry's Feast or Fired title opportunity to challenge Amazing Red for the championship. This episode aired on tape delay on 28 ianuarie 2010. | [ 46 ] [ 47 ] |
| —  | Vacated                            | —        | 18 aprilie 2010    | —    | Saint Charles, Missouri             | Lockdown                       | Williams was stripped of the title after not being able to the defend due to travel restrictions in the aftermath of Icelandic volcanic eruptions. | [ 48 ]        |
| 43 | Kazarian                           | 4        | 18 aprilie 2010    | 28   | Saint Charles, Missouri             | Lockdown                       | Kazarian defeated Homicide and Shannon Moore in a Steel Cage match to win the vacant title. | [ 48 ]        |
| 44 | Douglas Williams                   | 2        | 16 mai 2010        | 113  | Orlando, Florida                    | Sacrifice                      | | [ 49 ]        |
| 45 | Jay Lethal                         | 4        | 06 septembrie 2010 | 17   | Orlando, Florida                    | Impact!                        | This episode aired on tape delay on 16 septembrie 2010. | [ 50 ] [ 51 ] |
| 46 | Amazing Red                        | 3        | 23 septembrie 2010 | 2    | New York City, New York             | Live event                     | | [ 52 ]        |
| 47 | Jay Lethal                         | 5        | 25 septembrie 2010 | 43   | Rahway, New Jersey                  | Live event                     | | [ 53 ]        |
| 48 | Robbie E                           | 1        | 07 noiembrie 2010  | 30   | Orlando, Florida                    | Turning Point                  | | [ 54 ]        |
| 49 | Jay Lethal                         | 6        | 07 decembrie 2010  | 33   | Orlando, Florida                    | Impact!                        | This episode aired on tape delay on 16 decembrie 2010. | [ 55 ] [ 56 ] |
| 50 | Kazarian                           | 5        | 09 ianuarie 2011   | 127  | Orlando, Florida                    | Genesis                        | | [ 57 ]        |
| 51 | Abyss                              | 1        | 16 mai 2011        | 55   | Orlando, Florida                    | Impact Wrestling               | This episode aired on tape delay on 19 mai 2011. | [ 58 ] [ 59 ] |
| 52 | Brian Kendrick                     | 1        | 10 iulie 2011      | 63   | Orlando, Florida                    | Destination X                  | | [ 60 ]        |
| 53 | Austin Aries                       | 1        | 11 septembrie 2011 | 301  | Orlando, Florida                    | No Surrender                   | | [ 61 ]        |
| —  | Vacated                            | —        | 08 iulie 2012      | —    | Orlando, Florida                    | Destination X                  | Aries vacated the title in exchange for an opportunity to wrestle for the TNA World Heavyweight Championship. | [ 62 ]        |
| 54 | Zema Ion                           | 1        | 08 iulie 2012      | 98   | Orlando, Florida                    | Destination X                  | This was an Ultimate X match, also involving Kenny King, Mason Andrews and Sonjay Dutt. | [ 63 ]        |
| 55 | Rob Van Dam                        | 1        | 14 octombrie 2012  | 137  | Phoenix, Arizona                    | Bound for Glory                | | [ 64 ]        |
| 56 | Kenny King                         | 1        | 28 februarie 2013  | 94   | Orlando, Florida                    | Impact Wrestling               | King's X Division membership was also on the line. | [ 65 ]        |
| 57 | Chris Sabin                        | 5        | 2 iunie 2013       | 18   | Boston, Massachusetts               | Slammiversary XI               | This was an Ultimate X match also involving Suicide. | [ 66 ]        |
| 58 | Austin Aries                       | 2        | 20 iunie 2013      | 9    | Peoria, Illinois                    | Impact Wrestling               | Aries dressed himself as Suicide and took his place in a three-way match also involving Kenny King. Aired on tape delay on 27 iunie 2013. | [ 67 ]        |
| 59 | Chris Sabin                        | 6        | 0                  | <1   | Las Vegas, Nevada                   | Impact Wrestling               | This was a three-way match also involving Manik. Aired on tape delay on 4 iulie 2013. |               |
| —  | Vacated                            | —        | 29 iunie 2013      | —    | Las Vegas, Nevada                   | Impact Wrestling               | Sabin vacated the title in exchange for an opportunity to wrestle for the TNA World Heavyweight Championship. This episode aired on tape delay on 11 iulie 2013. |               |
| 60 | Manik                              | 2 (1)    | 18 iulie 2013      | 94   | Louisville, Kentucky                | Impact Wrestling               | This was an Ultimate X match also involving Sonjay Dutt and Greg Marasciulo. This episode aired on 25 iulie 2013. This was the second reign for the Suicide/Manik character and the first reign for T.J. Perkins. | [ 68 ]        |
| 61 | Chris Sabin                        | 7        | 20 octombrie 2013  | 34   | San Diego, California               | Bound for Glory                | This was an Ultimate X match also involving Samoa Joe, Jeff Hardy, and Austin Aries. |               |
| 62 | Austin Aries                       | 3        | 23 noiembrie 2013  | 12   | Orlando, Florida                    | Impact Wrestling               | This episode aired on tape delay on 12 decembrie 2013. |               |
| 63 | Chris Sabin                        | 8        | 05 decembrie 2013  | 42   | Orlando, Florida                    | Impact Wrestling               | This episode aired on tape delay on 2 ianuarie 2014. |               |
| 64 | Austin Aries                       | 4        | 16 ianuarie 2014   | 45   | Huntsville, Alabama                 | Impact Wrestling: Genesis      | This episode aired on tape delay on 23 ianuarie 2014. |               |
| 65 | Sanada                             | 1        | 02 martie 2014     | 110  | Tokyo, Japan                        | Kaisen: Outbreak               | | [ 69 ]        |
| 66 | Austin Aries                       | 5        | 20 iunie 2014      | 4    | Bethlehem, Pennsylvania             | Impact Wrestling               | This episode aired on tape delay on 10 iulie 2014. |               |
| —  | Vacated                            | —        | 24 iunie 2014      | —    | New York, New York                  | Impact Wrestling               | Aries vacated the title in exchange for an opportunity to wrestle for the TNA World Heavyweight Championship. This episode aired on tape delay on 24 iulie 2014. |               |
| 67 | Samoa Joe                          | 5        | 26 iunie 2014      | 84   | New York, New York                  | Impact Wrestling               | Defeated Low Ki and Sanada in a three-way match to win the vacant title. This episode aired on tape delay on 7 august 2014. |               |
| —  | Vacated                            | —        | 19 septembrie 2014 | —    | Bethlehem, Pennsylvania             | Impact Wrestling               | Joe vacated the title due to not being medically cleared to compete. This episode aired on tape delay on 12 noiembrie 2014. |               |
| 68 | Low Ki                             | 3        | 19 septembrie 2014 | 110  | Bethlehem, Pennsylvania             | Impact Wrestling               | Defeated Tigre Uno, Manik, and DJ Z for the vacant title. Aired on tape delay on 19 noiembrie 2014. |               |
| 69 | Austin Aries                       | 6        | 07 ianuarie 2015   | 1    | New York, New York                  | Impact Wrestling               | |               |
| 70 | Low Ki                             | 4        | 08 ianuarie 2015   | 23   | New York, New York                  | Impact Wrestling               | This episode aired on tape delay on 16 ianuarie 2015. |               |
| 71 | Rockstar Spud                      | 1        | 31 ianuarie 2015   | 43   | London, England                     | Impact Wrestling               | Spud invoked his Feast or Fired title opportunity. This episode aired on tape delay on 20 martie 2015. |               |
| 72 | Kenny King                         | 2        | 15 martie 2015     | 56   | Orlando, Florida                    | Impact Wrestling               | This was a four-way ladder match also involving Tigre Uno and Mandrews. This episode aired on tape delay on 1 mai 2015. |               |
| 73 | Rockstar Spud                      | 2        | 0                  | <1   | Orlando, Florida                    | Impact Wrestling               | This was a gauntlet match featuring King, Suicide/Manik, Zema Ion, Mandrews, Argos, Crazzy Steve and Tigre Uno. This episode aired on tape delay on 29 mai 2015. |               |
| —  | Vacated                            | —        | 10 mai 2015        | —    | Orlando, Florida                    | Impact Wrestling               | Spud vacated the title in exchange for an opportunity to wrestle for the TNA World Heavyweight Championship. This episode aired on tape delay on 10 iunie 2015. |               |
| 74 | Tigre Uno                          | 1        | 24 iunie 2015      | 196  | Orlando, Florida                    | Impact Wrestling               | Tigre Uno defeated Low Ki and Grado in a three-way elimination match to win the vacant championship. |               |
| 75 | Trevor Lee                         | 1        | 09 ianuarie 2016   | 155  | Bethlehem, Pennsylvania             | Impact Wrestling               | This episode aired on tape delay on 2 februarie 2016. |               |
| 76 | Eddie Edwards                      | 1        | 12 iunie 2016      | 2    | Orlando, Florida                    | Slammiversary                  | This was a four-way match also involving Andrew Everett and DJ Z. | [ 70 ]        |
| 77 | Mike Bennett                       | 1        | 14 iunie 2016      | 1    | Orlando, Florida                    | Impact Wrestling               | This episode aired on tape delay on 21 iunie 2016. | [ 71 ]        |
| 78 | Eddie Edwards                      | 2        | 15 iunie 2016      | 28   | Orlando, Florida                    | Impact Wrestling               | This was an Ultimate X match that also included Trevor Lee, Andrew Everett, DJ Z, Rockstar Spud, Mandrews, and Braxton Sutter. This episode aired on tape delay on 5 iulie 2016. | [ 72 ]        |
| 79 | Lashley                            | 1        | 13 iulie 2016      | 30   | Orlando, Florida                    | Impact Wrestling               | This was a Winner Takes All Six Sides of Steel for both Edwards's X Division Championship and Lashley's TNA World Heavyweight Championship. This episode aired on tape delay on 21 iulie 2016. |               |
| —  | Vacated                            | —        | 12 august 2016     | —    | Orlando, Florida                    | Impact Wrestling               | Lashley unified the TNA King of the Mountain Championship with his TNA World Heavyweight Championship and vacated the X Division Championship. This episode aired on tape delay on 18 august 2016. | [ 73 ]        |
| 80 | DJZ                                | 2        | 13 august 2016     | 148  | Orlando, Florida                    | Impact Wrestling               | This was an Ultimate X Gauntlet match that also included Trevor Lee, Andrew Everett, Rockstar Spud, Mandrews, and Braxton Sutter. This episode aired on tape delay on 1 septembrie 2016. | [ 74 ]        |
| 81 | Trevor Lee                         | 2        | 08 ianuarie 2017   | 28+  | Orlando, Florida                    | Impact Wrestling               | Lee invoked his Race for the Case for a title opportunity on Open Fight Night. This was a ladder match. This episode aired on tape delay on 2 februarie 2017. | [ 75 ]        |